# دیدریک کورتوگ
دیدریک کورتوگ (انگلیسی: Diederik Korteweg؛ ۳۱ مارس ۱۸۴۸ – ۱۰ مهٔ ۱۹۴۱) یک دانشمند اهل هلند بود. او با همراهی دوریز در سال ۱۸۹۵ معادله کورتوگ-دوریز را کشف کرد.